# Olmeci
Olmec (Olmeca, Xi, Tenocelome) je najstariji civilizirani narod iz Meksika koji je između 1200. i 400. pr. Kr. ili najkasnije 600. posl. Kr. živio u istočnomeksičkim nizinama Verakruza i Tabaska. Sami sebe ovaj narod nazivao je imenom Xi (Ši). Oni su preteča svih kasnijih meksičkih civilizacija i prepoznatljivi su po monolitnim kamenim glavama rasipanima po džungli. Glavna središta bila su im bila u La Venti (Tabasco) i San Lorenzo Tenochtitlan, Tres Zapotes i Laguna de los Cerros u Verakruzu.
Kultura Olmeka pripada Pred-klasičnom periodu. Njihovi gradovi nalazili su se oko uzdignutih humaka (mounda) koji su služili religioznim svrhama, a koji su se od 900. pr. Kr. počeli zamjenjivati piramidalnim strukturama. Društvena hijerarhija dijelila je elitu od običnih grupa građana koji su stanovali u kućama od drveta pokrivenih glinenim palminim krovom. Živjelo se od poljodjelstva, te lova i ribolova. Bazalt kojega ima u planinama Tuxtla poslužio je Olmecima za izgradnju piramida i trgova (plazas),a bio je proveden i sustav navodnjavanja izgrađen kroz gradove.
Olmeci su agrikulturan narod, uzgajali su kukuruz, grah i tikve i poznavali irigaciju. Vjerojatno su u ovom kraju prvi pripitomili psa i purana. Postoje i evidencije da su prakticirali kanibalizam.

## Ime
Ime Olmec ili Olmeca došlo je od nahuatl riječi olli i mecatl, bukvalno značenje uže, a obično se prevodi kao  gente del país del hule (narod zemlje guma; "inhabitant of the rubber country").  Olmeci su zarezivanjem kore kaučukovca (Hevea) dobivali lateks (osušeni mliječni sok), sirovinu za gumu, od koje su proizvodili lopte za igru. Drugi naziv za njih Tenocelome, znači la boca de tigre "usta jaguara"; ili the "mouth of tiger".

## Zemljopis
Domovina Olmeka prostirala se od na zapadu od planina Tuxtla pa do nizina Chontalpa na istoku, geološki različito područje čiji su prirodni resursi značajni olmečkoj ekonomiji. Na istoku, u obalnom području nalazimo kakao i bogate estuarije, sirovinu za proizvodnju gume i sol. Središnjim dijelom, bazenom Coatzacoalcos i riječnim obalama prolazili su trgovački putovi. Laguna de los Cerros, susjedna planinama Tuxtla, na zapadu je njihove zemlje, kraj je bogat bazaltom od kojega su Olmeci proizvodili monumentalne spomenike i veoma značajan mano i metate (ručni mlinski kamen).
Arheološka istraživanja (Rebecca Gonzalez i Ann Cyphers Guillen), odnosno datacije radiokarbonom pokazuju da su La Venta i San Lorenzo naseljeni najranije od 1700. pr. Kr. ljudima, koji izravno potječu s obale Zaljeva. Njihov jezik, prema jezikoslovcima, bio je srodan živim jezicima Indijanaca Mixe i Zoque, i ovi bi mogli biti njihovi izravni potomci.

## Kultura

### Pismo, kalendar i matematika
Kulture Srednje Amerike svoje znanje naslijedile su od Olmeka. Ovi su se pak bavili matematikom, astronomijom, a poznavali su i kalendar. Pismo Olmeka najstarije je u Americi. Silabički (slogovni) sistem pisanja Olmeci su koristili u srcu svoje zemlje od 900. pr. Kr. pa do 450. poslije Krista. (prema John Whitfieldu od 650. pr. Kr. do 350. posl. Kr. ). Skripte Olmeka su logosilabičke. Oni su imali dvije forme hijeroglifskog pisanja. čiste hijeroglife (slike) i fonetske hijeroglife, koji su kombinacija silabičkih i logografičkih znakova.  Pisane znakove Olmeka nalazimo na lončariji, statuama, stelama i reljefima. Brojevi kakove su imali kasniji Maya Indijanci imali su i Olmeci. Crtica je označavala brojku 5 a točka broj 1. Tako je na primjer točka iznad crte označavala brojku 6. Kako su Maye došle do matematičkih znakova Olmeka, i što se dogodilo s plemenima Mixe-Zoque?
Osim kalendara, matematike, pisma i piramida koje nalazimo kod Maya i Asteka, nalazimo i druge simbole ovih drevnih kultura kod Olmeca. Olmeci su bili najstariji i svakako njihovi učitelji. Ovdje treba spomenuti irigaciju i sistem akvadukata kojima su gradove opskrbljivali tekućom pitkom vodom. Igra gumenom loptom, kod Maya poznata kao Pok-ta-pok ili pokatok, postojala je i kod Olmeka, pa njihovo ime i znači narod zemlje guma. Nekoliko gumenih lopti pronađeno je ne tako davno kod San Lorenza u mjestu El Manati. Igrališta za loptu, moguće je bili su sastavni dijelovi arhitekture olmečkih središta. Najveću enigmu ipak predstavljaju kameni monumenti -bazaltne negroidne glave. Neki ozbiljni znanstvenici počeli su Olmeke dovoditi u vezu s Crnim kontinentom, Afrikom.

### Religija
Olmeci su vjerovali da su porijeklom od jaguara, on je često imao ljudske karakteristike i zauzimao je visoko mjesto u njihovoj religiji.  Religija je bila šamanizam, vjerovalo se da svaki čovjek i životinja posjeduje dušu. U obredima su se služili halucinogenim drogama dobivenim od nekih vrsta otrovnih žaba (Bufo marinus; u AmerEngl poznata kao 'marine toad'

### Monumentalne kamene glave
Olmečki religiozni centri (središta) sastojali su se od piramida i hramova. Oni su vjerojatno bili prvi muralisti (zidni slikari) i slikari u pećinama Meksika, a izrađivali su i statue od žada. Tipični su im likovi jaguara, ratnika s debelim usnama, i tanko-usnih ratnika s kozjim bradicama. –Najveći olmečki monumenti svakako su kolosalne kamene glave s kacigama. Neke od ovih glava relocirane su s izvornih lokacija pred vrata muzeja, razlog: ekspanzija naftne industrije.
Godine 1862. otkrivena je u državi Veracruz kamena glava uz obalu Zaljeva. Kasnijih godina, artefakti ove kulture prozvani su olmečkim. Ova kamena lica u sebi nemaju ničega domorodačkog-indijanskog. Ovu kulturu karakteriziraju i masivni oltari i sofisticirane zoomorfne i antropomorfne statue pronađene u Veracruzu i Tabascu. Ovo su najstariji spomenici pre-hispanskog Meksika. 
U prvoj polovici 20. stoljeća i kasnije otkrivene su i druge megalitske glave, sve afričkih facijalnih crta. Olmečka civilizacija postala je misteriozna, što crnci rade u to vrijeme na obalama Tabasca i Veracruza? Na proučavanje ove enigme bacili su se Stirling i Philip Drucker. Oni otkrivaju na sjevernoj strani La Vente 32 metra visoku zemljanu piramidu. Uskoro dolazi do čudesnih otkrića. Njihovi radnici što su vršili iskapanja pronalaze oruđe od poliranog žada i nekoliko kraljevskih grobnica. 
Drucker vjeruje da je ova civilizacija istodobna s Klasičnim periodom Maya. Alfonso Caso i Miguel Covarrubias rječito dokazuju da je kuktura Olmeca 'majka' ovdašnjih civilizacija. Ugljikom C (radiokarbonom) 1957. pokazuje se starost od 800. – 400. pr. Kr. -Caso, Covarrubias i Stirling drže je korektnom. Današnja otkrića ugljkom C pokazuju olmečku prisutnost mnogo starijom, od 1200. do 1500. pr. Kr.
Geolozi su otkrili da su najmonumentalnije bazaltne glave San Lorenza i La Vente napravljene od kamena iz planina Tuxtla. Godine 1960. arheolog Alfonso Medellin Zenil otkrio je Llano del Jicaro, olmečki bazaltni kamenolom i golemu radionicu. Kamenolom se nalazi 7 kilometara od olmečkog centra Laguna de los Cerros. Ovdje su pronađeni mnogi nezavršeni oltari koji upućuju na to, da se temeljni oblik davao na mjestu kamenoloma, a zatim transportirao na odredište. Enigma Olmeka danas nije ništa manja nego u vrijeme Stirlinga i Philip Druckera.

## Vanjske poveznice
- Native Olmec Indians  Arhivirana inačica izvorne stranice od 6. srpnja 2011. (Wayback Machine)
- Olmec Heads  Arhivirana inačica izvorne stranice od 27. ožujka 2006. (Wayback Machine)
- Los centros olmecas  Arhivirana inačica izvorne stranice od 21. travnja 2006. (Wayback Machine)
- The Olmec  Arhivirana inačica izvorne stranice od 24. travnja 2006. (Wayback Machine)